# UPT Batahan III
UPT Batahan III is een bestuurslaag in het regentschap Mandailing Natal van de provincie Noord-Sumatra, Indonesië. UPT Batahan III telt 372 inwoners (volkstelling 2010).